# أنطور أكوادوري
أنطور أكوادوري (الاسم العلمي:Anthurium ecuadorense) هو نوع من النباتات يتبع جنس الأنطور من الفصيلة اللوفية.